# Klášter Dajbabe
Klášter Dajbabe (srbsky v cyrilici Манастир Дајбабе, v latince Manastir Dajbabe) je pravoslavný klášter Srbské pravoslavné církve, který se nachází v Černé Hoře, jižně od hlavního města Podgorica, na úpatí vrcholu Dajbabe (známého též díky televizní věži).
Klášter byl založen na místě jeskyně na svahu hory a jeho hlavní kostel byl zasvěcen nanebevzetí přesvaté Bohorodice v roce 1897. Původně mniši pobývali v samotné jeskyni, kterou později rozšířili do současného areálu. Nejprve byly přistavěny jednotlivé kaple. Historicky zde byli pokřtěni černohorští panovníci. V okolí kláštera se nachází park, areál kláštera obklopuje les. Zakladatel kláštera, Simeon Dajbabski, pracoval na freskách v interiéru areálu až do své smrti v roce 1941.